# Sonate K. 503
La sonate K. 503 (F.447/L.196) en si bémol majeur est une œuvre pour clavier du compositeur italien Domenico Scarlatti.

## Présentation
La sonate K. 503 en si bémol majeur, notée Allegretto, forme un couple avec la sonate suivante, de même tonalité, mais dans un tempo plus rapide à 
. Dans chaque partie figurent des allusions aux chants populaires espagnols, qui apparaissaient déjà dans la sonate K. 499, mais également dès les sonates K. 180 et suivantes. Ici, le chant est plus dépouillé et l'accompagnement constitué généralement d'ostinatos. L'atmosphère est plus austère, mais l'effet dramatique semblable.

## Manuscrits
Le manuscrit principal est le numéro 20 du volume XII (Ms. 9783) de Venise (1755), copié pour Maria Barbara ; l'autre est Parme XII 29 (Ms. A. G. 31419). Les autres sources sont Münster I 40 (Sant Hs 3964) et Vienne C 35 (VII 28011 C).

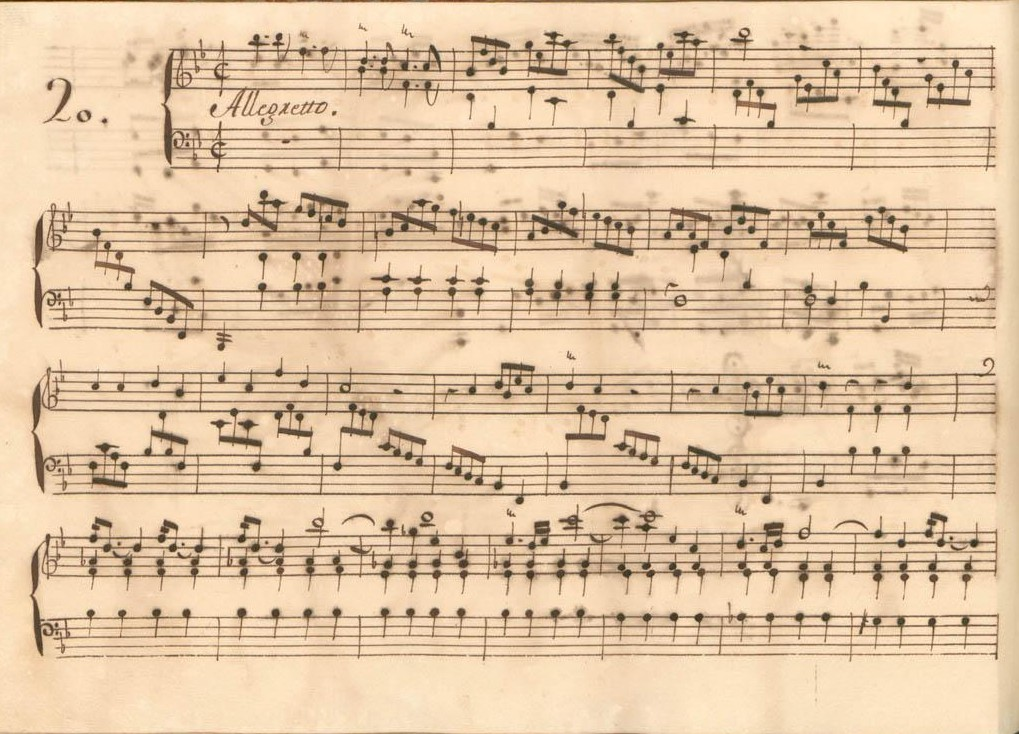
Parme XIV 20.
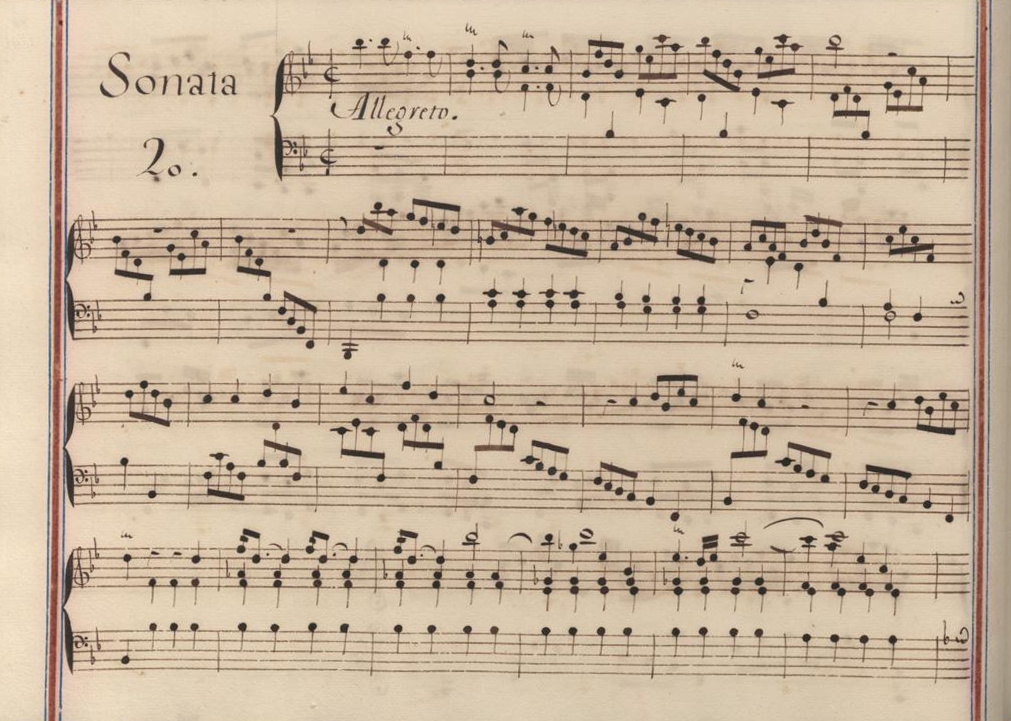
Venise XII 20.

## Interprètes
La sonate K. 503, peu jouée, est interprétée au piano, notamment par Carlo Grante (2016, Music & Arts, vol. 5) et Artem Yasynskyy (2016, Naxos, vol. 20).
Au clavecin, elle est enregistrée par Scott Ross (Erato, 1985), Richard Lester (2004, Nimbus, vol. 5) et Frédérick Haas (2016, Hitasura).

## Sources
: document utilisé comme source pour la rédaction de cet article.
- Ralph Kirkpatrick (trad. de l'anglais par Dennis Collins), Domenico Scarlatti, Paris, Lattès, coll. « Musique et Musiciens », 1982 (1re éd. 1953 (en)), 493 p. (OCLC 954954205, BNF 34689181).
- Alain de Chambure, « Domenico Scarlatti : Intégrale des sonates — Scott Ross », p. 223, Erato (2564-62092-2), 1985 (OCLC 891183737) .